# Агар (цар скіфів)
Агар (грец. Άγαρος) — скіфський династ, відомий нам виключно з повідомлень Діодора Сицилійського, в яких описано перебіг подій династичної війни на Боспорі у 310–309 рр. до н. е.
У цій війні Агар підтримував законного спадкоємця Сатіра, та, головне, скіфське військо Агара було основою армії Сатіра. Після трагічної загибелі свого спільника, Агар визнав його молодшого брата та супротивника Евмела боспорським царем, але дав притулок сину Сатіра Перісаду.
Написано декілька праць, присв'ячених битві на р. Фат між арміями Сатіра та Евмела.
В контексті боспоро-скіфських відносин повідомлення Діодора відповідає стратегемам Полієна, у яких описано війни царя Левкона.
Неодноразово було висловлено думку, що Агар був царем не всієї Скіфії, а якоїсь її частини. Але на сьогодні нема жодних підтверджень одночасного існування кількох скіфських об'єднань чи розвалу Скіфії на декілька царств до ІІІ ст. до н. е.
Існує припущення, що саме Агар міг бути неназваним скіфським династом у відповідному повідомленні Аріана (Олекс., IV, 15), й що похованням Агара могло бути чи курган  Чортомлик-2, чи одне з поховань кургану Олександропіль, які датуються бл.300 р.до.н. е.
Можлива етимологія:
грец. Άγαρος < д.ір. aogar — укр. «силач».

## Агар у Діодора Сицилійського (ΒΙΒΛΙΟΘΗΚΗΣ ΙΣΤΟΡΙΚΗΣ, XX, 24)
Вдалося врятуватися від нього лише Перісаду, сину Сатіра, дуже молодій людині: втікши з міста верхи, він знайшов притулок у скіфського царя Агара.